# Jackson Rutledge
Jackson Christian Rutledge (Fenton, Misuri, 1 de abril de 1999), más conocido como Jackson Rutledge, es un jugador profesional estadounidense de béisbol que se desempeña en la posición de lanzador en Washington Nationals, equipo de las Grandes Ligas de Béisbol (MLB).

## Carrera
En 2023, Rutledge hizo su debut en la MLB con el equipo Washington Nationals, donde lleva jugando dos temporadas.